# Rossel

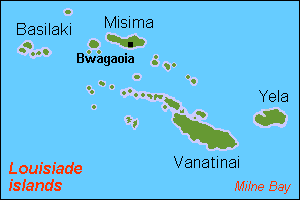
översiktskarta

Rossel eller Yela är en ö bland Louisiadeöarna som tillhör Papua Nya Guinea i västra Stilla havet.

## Geografi
Rossel utgör en del av Milne Bay-provinsen och ligger cirka 150 km sydöst om Port Moresby och cirka 50 km sydväst om huvudön Misima. Den högsta höjden Mount Rossel ligger på 839 m ö.h. 
Ön är av vulkaniskt ursprung och har en area om ca 262 km² med en längd på cirka 34 km och cirka 11 km bred. Befolkningen uppgår till cirka 3.000 invånare spridda över små byar längs kusten.
Rossel omges av ett korallrev och lagunen innanför är cirka 88 km lång och upp till 20 km bred.

## Historia
Louisiadeöarna beboddes troligen av polynesier sedan ca 1500 f Kr. De upptäcktes troligen redan 1606 av spanske kapten Luis Váez de Torres och utforskades 1768 av Louis Antoine de Bougainville som namngav dem efter dåvarande franske kungen Louis XV.
1858 förliste ett fartyg med kinesiska arbetare på väg till Australien utanför Rossel och samtliga överlevande uppges ha mördats av lokalbefolkningen.
1903 startades en plantage på ön som blev den centrala ekonomin på ön för lång tid framåt och plantagen är verksam än idag.
1942 utspelades ett större slag (Slaget om Korallhavet) nära öarna under USA:s framryckning mot Japan.